# Ambiguïteitsdrogreden
Een ambiguïteitsdrogreden is een categorie informele drogredenen gebaseerd op een ambigu gebruik van een woord(groep), zin(snede) of meerdere zinnen.

## Ondercategorieën
Een ambiguïteitsdrogreden kan in verschillende ondercategorieën worden verdeeld. De Nederlandse filosofen Harry Willemsen en Peter de Wind vermelden quote mining niet als vorm, de Amerikaanse logicus Gary Curtis schaart de compositie-drogreden en de divisie-drogreden niet onder ambiguïteit. Soms zijn er meerdere categorieën van toepassing, zoals in het geval van voorkomen (uiterlijk) versus voorkomen (preventie), namelijk equivocatie en de accent-drogreden.

### Lexicale ambiguïteit (één woord(groep))
- Equivocatie (gelijknamigheid): het verwarren van meerdere betekenissen van hetzelfde woord (homonymie).

Voorbeeld: 'De zieke is genezen, wie genezen is, is gezond, dus de zieke is gezond.'
Hierin staat 'de zieke' eerst voor 'de persoon die ziek was' en daarna voor 'de persoon die ziek is'.

### Structurele ambiguïteit (meerdere woord(groep)en of zinnen)
- Accent-drogreden: het verwarren van het accent dat in een lettergreep of zin wordt gebruikt.

Voorbeeld: 'U vindt dat hoofddoekjes niet in de klas horen? Dat voorkomen is toegestaan' kan men lezen als
1. (Voorkomen): dat uiterlijk is toegestaan.
2. (Voorkomen): preventie daarvan is toegestaan.

In de eerste lezing is 'voorkomen' een zelfstandig naamwoord, hierdoor wordt gesteld dat men zich met hoofddoekjes in de klas mag vertonen. In de tweede lezing is 'voorkomen' een werkwoord, hierdoor zegt men juist dat er een hoofddoekjesverbod in de klas mag worden ingesteld.
- Amfibolie (dubbelzinnigheid): het verwarren van twee manieren waarop dezelfde zin te ontleden is.

Voorbeeld: de premisse 'Wij eten vis met saus of slagroom' kan men lezen als
1. 'Wij eten vis met saus of wij eten slagroom', of
2. 'Wij eten vis met saus of wij eten vis met slagroom'.

Als de tweede premisse luidt 'Wij eten geen vis met saus', dan volgt de conclusie 'Dus we eten vis met slagroom!' alleen bij de tweede lezing.
- Divisie-drogreden: onjuist aannemen dat het geheel van toepassing is op alle onderdelen.

Voorbeeld: 'Een mens kan zitten en lopen. Dus een mens kan zittend lopen.'
- Compositie-drogreden: onjuist aannemen dat alle onderdelen van toepassing zijn op het geheel.

Voorbeeld: '5 is 2 en 3. Dus 5 is zowel een even als oneven getal.'
- Quote mining: een citaat uit verband rukken op een manier waardoor die een andere betekenis krijgt dan in de context. Dit is tevens een vorm van valse toeschrijving.[4]

Voorbeeld: Richard Dawkins schreef in De blinde horlogemaker (1986) dat wetenschappers, die fossielen uit de tijd van de Cambrische explosie opgraven, de meeste dierenstammen aantreffen

in een al vergevorderde staat van evolutie. Het is alsof ze daar gewoon neergelegd waren, zonder enige evolutionaire geschiedenis. Uiteraard hebben creationisten gesmuld van deze schijnbare plotselinge neerlegging. Evolutionisten van allerlei soorten en maten menen echter dat dit daadwerkelijk een zeer groot gat in het fossiele bestand voorstelt."

Vervolgens ontdekte Dawkins dat creationisten de vetgedrukte zin regelmatig citeerden alsof hij in dit geval zelf ook schepping een betere verklaring vond dan evolutie, terwijl hij twee zinnen verderop juist een evolutionaire verklaring geeft, maar die laatste zin wordt bijna 20 keer minder vaak geciteerd.